# Dugatto-Design
Dugatto-Design war ein deutscher Hersteller von Automobilen.

## Unternehmensgeschichte
Das Unternehmen aus Essen begann 1978 mit der Produktion von Automobilen. Der Markenname lautete Dugatto. Etwa 1995 endete die Produktion.

## Fahrzeuge
Das Unternehmen stellte Kit Cars her. Dabei handelte es sich um Nachbildungen historischer Modelle mit Karosserien aus GFK. Die Nachbauten von Jaguar XK 120 und XK 140 basierten auf einem Universalkastenprofilrahmen. Für den Antrieb sorgten Sechs- und Zwölfzylindermotoren von Jaguar mit 162 bis 295 PS Leistung. Der Neupreis betrug im Modelljahr 1985 ab 50.000 DM. Daneben gab es für etwa 30.000 DM den Nachbau eines Porsche 356 Speedster, für den auch ein Hardtop erhältlich war. Basis war das gekürzte Fahrgestell vom VW Käfer. Die zur Verfügung stehenden Motoren leisteten zwischen 50 und 100 PS. Daneben gab es Nachbauten von AC Cobra, BMW 507 und Mercedes-Benz 300 SL.